# 好好!キョンシーガール〜東京電視台戦記〜
『好好!キョンシーガール〜東京電視台戦記〜』（ハオハオ!キョンシーガール〜とうきょうでんしだいせんき〜）は、2012年10月12日から12月21日までテレビ東京で毎週金曜日の24:52 - 25:23（JST）に放送されていた日本のカンフーアクションドラマ。主人公川島海荷（本人役）がキョンシーとの戦いの中から成長していく姿を描く。
前座番組の『勇者ヨシヒコと悪霊の鍵』からステブレレスで放送されていた。

## 製作
テレビ東京で当時放送中だった『ピラメキーノ』でキョンシーの生態を紹介するミニドラマ「中国の妖怪 キョンシー」を放送したところ、子供たちの間で人気沸騰した。これを受けテレビドラマとして放送されることになった。
そのため本作品は「中国の妖怪 キョンシー」や、続編の「闘え!太田D」と同じ世界観を持っていることから「闘え!太田D」に川島海荷を含む9nineメンバーが出演している。
川島はカンフーアクションの練習をしている間、五輪での石川佳純選手の活躍を見て勇気をもらったという。
本作品のオープニング映像はファミコン風の8bitゲームソフトのような映像となっている。

## あらすじ
400年前の中国では、猛威を奮っていたキョンシーを道士が死闘の末に封印した。
そして現代、アイドル川島海荷が『開運!なんでも鑑定団』に出品するお宝を探すため実家の蔵を探している最中に壺を落とし、貼られていたお札が剥がれたせいで封印が解かれ101匹のキョンシーを解き放ってしまう。剥がれたお札がバンバンという少年に変身し、キョンシーを封印できる現代の道士を探そうとするが、その人物こそ当の海荷だった。
当初、彼女はアイドルとしての体面を保つため道士になるのを拒んでいたが、9nineのファンがキョンシーに襲われているところに遭遇。バンバンから法衣を与えられ、ファンの笑顔を守るためにキョンシーを倒すが、海荷は今ひとつ道士になる意欲が薄い。
伝説のキングキョンシーが覚醒するまで3か月あり、それまでに101匹のキョンシーを封印しなければならない。

## 登場人物
特に役名の記載がない者は本人役。

### 主要人物
川島海荷 (18)
本作品の主人公。9nineのメンバー。アイドルや女優として忙しく活動している女子大生。実は現代の道士としてキョンシーと戦うことが運命づけられていた。
キングキョンシー覚醒による人類滅亡を防ぐために、否応なく道士として活動することとなった。道士として活動する際は黄色の法衣を着ており、初期の法衣は通常のものだったが、握手会に来た大バンバンがチャイナドレス法衣をプレゼントした。
深夜に道士として活動しているときにアイドルの海荷であることが露見し、警察官に職務質問を受けたり、若者に絡まれて、その仲間の男性を蹴り倒す姿を動画サイトに上げられるなどの災難に遭う。
バンバン (410) - 子：鏑木海智 / 大：名高達男 / 老：菅登未男
封印の御札から化けた少年。「キョンシーの封印を解いた責任をとり道士として戦え!」と海荷に命令する。口が悪い。400年前からキョンシーの封印された壺を守ってきたため、実年齢は410歳。
不思議な力によって当時の姿を保っているが、くしゃみをすると大人の姿になり、しゃっくりをすると老人の姿になる。運動神経が極端に低く法衣の力を借りてもフルポン村上レベルしかない。

### 9nine
海荷と同じく9nineのメンバー。海荷がキョンシーと戦う道士になったことを当初、4人は知らなかった。
想いを寄せていた人がキョンシーに殺されてから海荷は闘う気力を失い、キョンシーによって人類が滅亡する事態を危惧したバンバンはメンバーに海荷はキョンシーと闘ってきたキョンシガールだと知らせる。
事実を知った彼女たちは海荷同様にファンを守るためにキョンシーと闘うことを決意し、バンバンの力を借り、霊魂変身の術でキョンシーに立ち向かう。
吉井香奈恵 (19)
かんちゃんと呼ばれている。
西脇彩華 (20)
ちゃあぽんと呼ばれている。
佐武宇綺 (20)
うっきーと呼ばれている。
村田寛奈 (15)
ヒロロと呼ばれている。

### キョンシー
キョンシーとは、埋葬された死体が妖怪化したものである。現代の道士・川島海荷の手によって400年間の封印を解かれ逃がされた。101匹いる。
キョンシー - 三上竜平、広沢俊、遊木康剛、内海一弥、山本智康
「山田」キョンシー - 鈴之助
ラジオ出演中の海荷に封印されて放置している間に小笠原に拾われ「山田」と命名され、不良グループを倒していく戦力となる。
「野口」キョンシー - 南優
小笠原から「山田」キョンシーを返してもらうために鈴仙高校の抗争相手であるチームバクテリアに海荷が貸し出したキョンシー。
レアキョンシー - 高山謙二
特異な能力を持つ人間がキョンシー化すると通常のキョンシーに比べて容易に倒せないほど厄介になる。
ちびキョンシー - 間中斗環
封印が解かれた壺から一番遅く出てきたキョンシー。番組後半のアイキャッチ担当で、「まだまだ続くよ」と言う。
キングキョンシー - 村上和成
キョンシーの頂点に立つ存在。覚醒すれば人類を滅亡させるほどの力を持つという。

### 海荷の周辺人物
権田 紅葉 (35) - 山田真歩
海荷のマネージャー。「凶悪事件に関わるアイドル」がいれば自身の持てる力全てを使ってでも芸能界から「消す」と海荷に話す。
川島 海吉 (44) - 金山一彦
海荷の父。家族で中華料理「海海軒」を営んでいる。
川島 宏海 (43) - 田中律子
海荷の母。
川島 磯六 (71) - 佐藤蛾次郎
海荷の祖父。
広瀬 一哉 (18) - 鈴木身来
海荷の大学の同級生。

### ゲスト

#### 第1話
佐藤 隆志 (35) - 江木圭
さいたま市在住の会社員。9nineのファン。キョンシーに噛まれてキョンシー化した最初の被害者。
松尾伴内
開運!なんでも鑑定団の1コーナー「出張!なんでも鑑定団」のMC。海荷の回想で登場した。なお、この時海荷が鑑定依頼した壺の鑑定額は300円であった。
ミッキー・カーチス
キョンシー化した被害者。「ライブ中に客の一人を咬んだ」とニュース番組で報道された。

#### 第2話
大江麻理子、斉藤一也（いずれも当時テレビ東京アナウンサー）
海荷は大江に気軽に話しかけるがすでにキョンシー化して襲われてしまったり、斉藤を含むアナウンサーがアナウンス室内を徘徊していたという悪夢で海荷は目覚める。

#### 第3話
小金沢昇司
テレビ番組の仮装オーディションに紛れたキョンシーに襲われ、是が非でも歌番組に出たいと海荷たちに頼み、バンバンはキョンシー化を抑えるのに効果的なもち米よりもさらに強力なモチゴミンC＋を試すことにした。
川端 - 徳井優
小金沢のマネージャー。喉を痛めて暫く休養していた小金沢を歌番組に出演できるように魁!歌謡SHOW!プロデューサーに交渉して、なんとか出演の機会を得る。
井上 - 春田純一
魁!歌謡SHOW!プロデューサー。
中村 - 栩原楽人
魁!歌謡SHOW!スタッフ。キョンシー化した小金沢が暴れないように貼ってあるお札を剥がしてしまい大暴走する。
松永邦久、中島彩（フリーアナウンサー）
魁!歌謡SHOW!司会。
クールポコ
バンバンがモチゴミンC＋を説明するときに登場する。

#### 第4話
小笠原 - 聖也
私立鈴仙高校生徒。偏差値が低く入学試験に合格できそうな私立高校に入学したがそこは不良生徒の溜まり場で喧嘩も弱いせいで不良から良いように扱われていたが、街で偶然キョンシーを拾う。そのキョンシーに「山田」と名付けて復讐を始める。
後藤 - 黒石高大
チームバクテリアリーダー。喧嘩では今まで負けたことがない最強の不良。地元の不良No.1を狙う「山田」キョンシー率いる鈴仙の番長・小笠原と相対する。
はんにゃ、フルーツポンチ
バンバンが海荷の部屋で見ていた子供向け番組（ピラメキーノ）にキョンシー姿で登場する。

#### 第5話
勝地 真美 (18) - 紗綾
勝地家の長女。キョンシー探しで勝地家の別荘を訪ねた海荷を呼び止め、夕食に招待する。のし袋に「御呪」と書いた進学祝いを近所のおじさんから貰ったショックで、事あるごとに呪いのせいだと疑心暗鬼に陥るようになった。
木崎 あゆみ (38) - 佐藤仁美
真美の叔母。トメの作ったパスタが不味そうだから食べられないと急に機嫌が悪くなり、食事の最中で中座する。
勝地 芳恵 (45) - 速水今日子
誠一郎の妻。真美の母親。芸能界の裏話に興味を持ち、矢継ぎ早に海荷に質問する。
勝地 誠一郎 (51) - たんぽぽおさむ
勝地家当主。真美の父親。勝地家の別荘の書斎で「キョ」というダイイング・メッセージを残して、息絶えていた。
舟橋 トメ (68) - ふくまつみ
勝地家の家政婦。
清原 清彦 (40) - 市瀬秀和
社長秘書。殺害現場の第一発見者という理由だけで犯人にされてしまう。犯行当夜、社長に小説「バトル・ロワイアル」を読み聞かせしているときに熟睡してしまい、目覚めた時には誠一郎は殺害されていたと証言する。
実相寺 剛史 (37) - 森本のぶ
勝地家の主治医。勝地家当主殺害事件の犯人捜しを始めて、犯人は勝地家の別荘内にいる人間だと推理する。
チャンカワイ（Wエンジン）
海荷の寝起きドッキリレポーター。

#### 第6話
菊地亜美 (22)
偽キョンシーガール。トーク番組「萌萌アイドル道場」ゲスト。
今野浩喜（キングオブコメディ）、佐藤満春（どきどきキャンプ）、川勝折れ木
偽キョンシー。菊地亜美のファン。

#### 第7話
猫ひろし
キョンシー化した番組スタッフに噛まれて、キョンシーになってしまう。
キョンシー化した人間は本来ならば自分の意志で動けるはずがないのだが、エントリーしていた「木更津国際マラソン大会」に出場するため、潜在的な無意識で会場へ向かおうと勝手に動き出す。
警察官 - 山本浩司
深夜の巡回中に路上で組体操をしている怪しい集団を見つけて職務質問をする。

#### 第8話
美来 - 長澤奈央
海荷の先輩。式場の下見に行った帰りにキョンシーに襲われ、結婚式当日までキョンシー化していく姿を健太に気付かれないように何とかして彼との式を挙げようとしていた。
健太 - 脇知弘
美来の婚約者。突然、不可解な行動を取る美来にも暖かい気持ちで接していた。

#### 第9話
荒木久美子
道士ノートに付いてあった特別付録の時空移動札を使用して1991年に遡ってきた海荷とジュリアナ東京で出会う。

#### 第10話
デーブ・スペクター
お台場がキョンシータウン化してしまい、その中でキョンシーに噛まれてキョンシーになってしまう。

#### 最終話
ババ様 - 大方斐紗子
海荷がキョンシガールに選ばれ、キョンシーと闘ってきた顛末を少女に話して聞かせる。
少女 - 春名風花

## スタッフ
- 脚本：濱谷晃一、森ハヤシ、福原充則、小峯裕之
- 企画ブレーン：酒井健作
- 音楽：岩崎太整、DJ JET BARON aka 高野政所
- 主題歌：9nine「イーアル!キョンシー feat.好好!キョンシーガール」[4]（SME Records）
- 挿入歌：9nine「Brave」（SME Records）
- 監督：濱谷晃一、西海謙一郎
- 助監督：山口雄也
- 撮影：沖村志宏
- 照明：鳥越正夫
- 録音：土屋和之
- 美術：中村聡宏
- 編集：難波智佳子
- 衣装：杉本京加
- ヘアメイク：清水美穂、堀川なつみ
- スチール：松山陽子
- 劇中歌：小金沢昇司「ありがとう…感謝」（キングレコード / 第3話）
- ナレーション：枝折努
- MA：映広
- 音響効果：井上奈津子
- CGI：中島征隆、井上英樹
- 特殊造形：藤原カクセイ
- アートディレクター：上田大樹
- スタントコーディネーター：高槻祐士
- 主題歌振付：振付稼業air:man
- プロデューサー：濱谷晃一、前田茂司（楽映舎）、小松俊喜
- アシスタントプロデューサー：伊藤由理子
- コンテンツプロデューサー：大和健太郎、瀬戸強士
- 制作：テレビ東京、楽映舎
- 製作・著作：「好好!キョンシーガール」製作委員会

## サブタイトル
| 各話                                                      | 放送日         | サブタイトル                      | 脚本     | 演出       |
| --------------------------------------------------------- | -------------- | --------------------------------- | -------- | ---------- |
| 第1話                                                     | 2012年10月12日 | 目覚めよ!アイドル道士             | 森ハヤシ | 濱谷晃一   |
| 第2話                                                     | 10月19日       | 川島、道士やめるってよ            | 森ハヤシ | 濱谷晃一   |
| 第3話                                                     | 10月26日       | キョンシーの花道〜演歌の心〜      | 森ハヤシ | 西海謙一郎 |
| 第4話                                                     | 11月02日       | カラスの学校に来たキョンシー      | 濱谷晃一 | 濱谷晃一   |
| 第5話                                                     | 11月09日       | 海荷道士のキョンシー事件簿        | 小峯裕之 | 濱谷晃一   |
| 第6話                                                     | 11月16日       | ニセ、アイドル道士現る!?          | 森ハヤシ | 西海謙一郎 |
| 第7話                                                     | 11月23日       | 走れ!猫キョンシー                 | 福原充則 | 西海謙一郎 |
| 第8話                                                     | 11月30日       | 余命半日の花嫁キョンシー          | 濱谷晃一 | 濱谷晃一   |
| 第9話                                                     | 12月07日       | バック・トゥ・ザ・キョンシー      | 小峯裕之 | 西海謙一郎 |
| 第10話                                                    | 12月14日       | 決戦は金曜日、キョンシー殲滅作戦! | 森ハヤシ | 濱谷晃一   |
| 最終話                                                    | 12月21日       | 青き衣の者、金色の野に降り立つ    | 濱谷晃一 | 濱谷晃一   |
| 平均視聴率 2.3%（視聴率は関東地区・ビデオリサーチ社調べ） |                |                                   |          |            |

## ネット局と放送時間
| 放送地域   | 放送局                     | 系列                          | 放送期間                       | 放送日時                 | 備考       |
| ---------- | -------------------------- | ----------------------------- | ------------------------------ | ------------------------ | ---------- |
| 関東広域圏 | テレビ東京（TX）           | テレビ東京系列                | 2012年10月12日 - 12月21日      | 金曜 24時52分 - 25時23分 | 制作局     |
| 大阪府     | テレビ大阪（TVO）          | テレビ東京系列                | 2012年10月12日 - 12月21日      | 金曜 24時52分 - 25時23分 | 同時ネット |
| 福岡県     | TVQ九州放送（TVQ）         | テレビ東京系列                | 2012年10月12日 - 12月21日      | 金曜 24時52分 - 25時23分 | 同時ネット |
| 愛知県     | テレビ愛知（TVA）          | テレビ東京系列                | 2012年10月22日 - 2013年1月11日 | 月曜 27時05分 - 27時35分 | 10日遅れ   |
| 和歌山県   | テレビ和歌山（WTV）        | 独立局                        | 2012年10月24日 - 2013年1月9日  | 水曜 24時05分 - 24時35分 | 12日遅れ   |
| 北海道     | テレビ北海道（TVh）        | テレビ東京系列                | 2012年10月25日 - 2013年1月10日 | 木曜 25時35分 - 26時05分 | 13日遅れ   |
| 日本全域   | BSジャパン（現・BSテレ東） | テレビ東京系列 BSデジタル放送 | 2013年1月5日 - 3月16日         | 土曜 14時00分 - 14時30分 | 85日遅れ   |

## 商品展開
2012年現在、以下の商品が販売されている。
- お札
- しおりセット
- フェイスタオル
  - キョンシー柄
  - お札柄
- クリアファイル
- あまぐり
- 魔よけの米菓子（ポン菓子）
- Tシャツ
  - 黄色
  - グレイ

また、スマートフォン用ゲームアプリ「好好!キョンシーバスターズ」も配信されている。

### 映像ソフト化
単巻DVDは2012年12月12日から順次発売された。全3巻。Blu-ray BOXも2013年3月6日に発売された。